# 九棚嗡蜣螂
九棚嗡蜣螂（Onthophagus (Palaeonthophagus) jiupengensis）為蜣螂亞科渫蜣屬的成員，為台灣特有種。

## 物種描述
體長 3.3 - 4.3 mm。體色黑褐色，觸鬚黑褐色。翅鞘寬微大於長，肩部及下緣有極不明顯的暗紅色色斑；全身密佈不規則顆粒點刻，並著生黃褐色細短毛。雄蟲頭部密生不規則皺狀刻紋，唇基凹陷，頭部後緣處有一根明顯向後上方生長的頭角，頭角基部寬大，中間部狹窄，側面觀扁平且頂端呈開岔狀。複眼呈現彎月狀。前胸背板成寬扁狀，前半部陡斜，並於中央處有一道縱向不明顯的微隆起，兩側前傾部稍凹。前緣角尖銳，後緣角不明顯。前足脛節窄長，內側向內微彎，有4個外緣齒，第2外緣齒最尖銳且最突出，第4外緣齒最不明顯。雌蟲頭部較寬，唇基凹陷，有兩道橫向微彎的隆脊，一道較弱，長度較長，另一道突出較明顯，長度較短。前足脛節較寬短，具4個外緣齒。
本種形態上與眼斑嗡蜣螂類似，但本種雄蟲的犄角頂端有分岔，眼斑嗡蜣螂則無。且本種前胸背板的瞳點明顯小於後者。本種亦類似壩橋叉渫蜣，但本種前胸背板的點刻較壩橋叉渫蜣明顯，且頭部較皺。

## 棲地及分布
本種目前僅知分布於台灣，主要分布於台灣南部的砂質土壤。成蟲在野外活動的時間可能很長，會利用牛糞或人、犬等雜食哺乳動物糞便。本種喜好棲息於相對較潮溼的棲地。

## 分類學
本種屬於蜣螂亞科渫蜣屬古渫蜣亞屬的成員。

## 發現歷史
本物種的發現源自於墾丁國家公園管理處委託康寧大學辦理的墾丁國家公園昆蟲調查，種小名以發現地命名。